# Mercedes Riederer

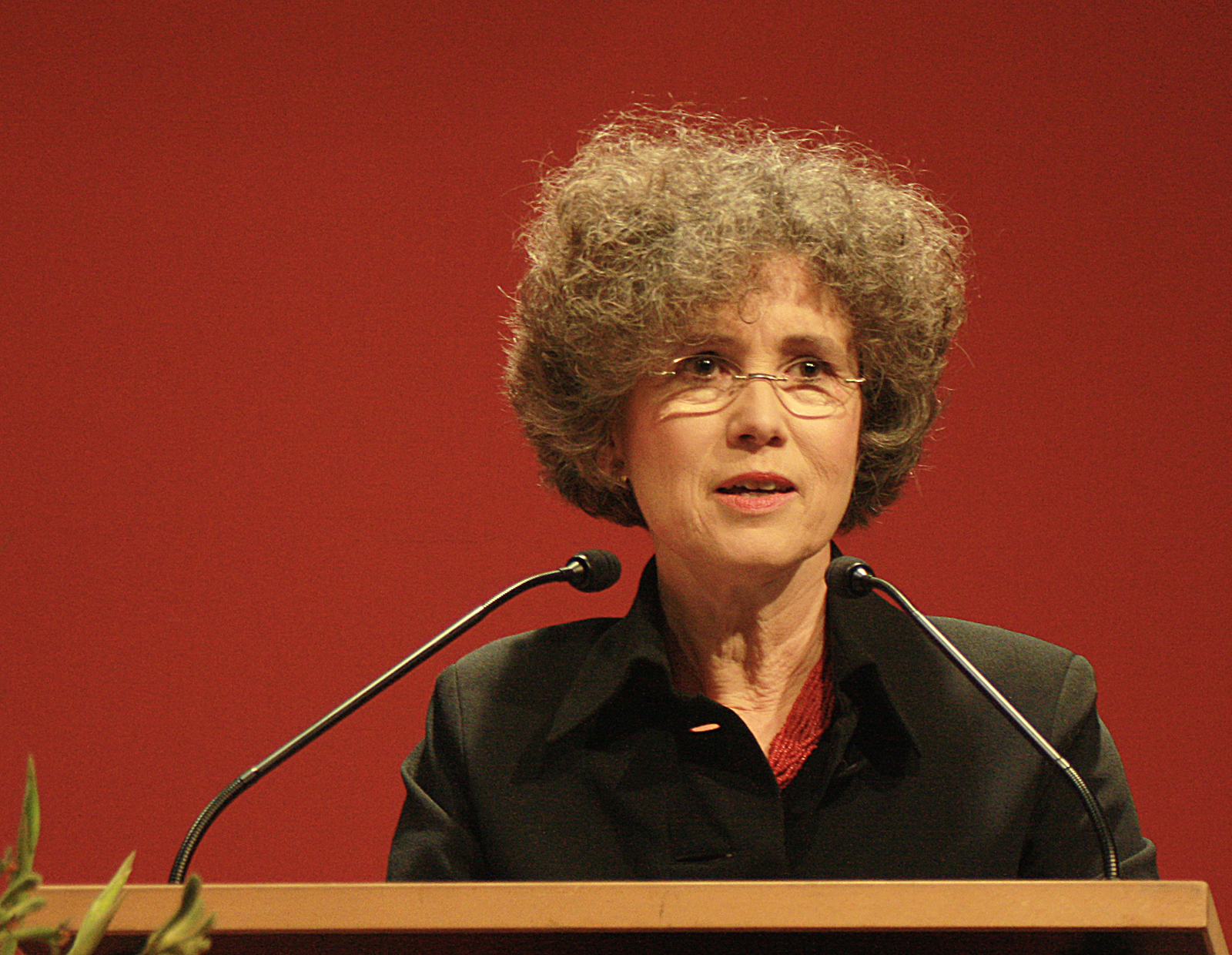
Mercedes Riederer (Oktober 2010)

Mercedes Riederer (* 29. Januar 1952 in München) ist eine deutsche Journalistin.

## Leben
Mercedes Riederer (geboren als Maria Mercedes Riederer von Paar zu Schönau) begann ihre journalistische Laufbahn als 16-jährige Schülerin beim Rottaler Anzeiger. Nach dem Abitur studierte sie ein Jahr Französisch an der Pariser Sorbonne. Anschließend ging sie zwei Jahre auf die Deutsche Journalistenschule (DJS) in München, war freie Mitarbeiterin beim Südwestfunk und Bayerischen Rundfunk (BR) und studierte an der Ludwig-Maximilians-Universität München Französisch sowie Spanisch. Ab 1978 wurde sie festangestellte Redakteurin beim Zündfunk, dem Jugendfunk des BR. 1985 erhielt sie die stellvertretende Leitung der DJS, arbeitete aber auch weiterhin als freie Redakteurin und Moderatorin für die BR-Nachrichtensendung Welt am Morgen.
1994 wurde ihr die Leitung und Geschäftsführung der DJS übertragen. Sie war damit die erste Frau in Deutschland, die einer Journalistenschule vorstand. In dieser Zeit gründete sie den Dachverband der europäischen Journalistenschulen (EJTA) und das Europäische Journalismuszentrum (European Journalism Centre, EJC) in Maastricht mit, in dessen Vorstand sie seit 1999 Mitglied ist.
Seit März 2002 war Riederer Chefredakteurin Hörfunk des BR sowie Leiterin der Hauptabteilung Politik und Aktuelles (heutige Bezeichnung: Programmbereich „Für B5 aktuell, Politik und Wirtschaft“). Ende März 2017 ging sie in den Ruhestand.
2011 war Mercedes Riederer Mitglied der Jury des Axel-Springer-Preises für junge Journalisten. Ebenso vertreten war sie in der Jury Hörfunk für den Journalistenpreis Bürgerschaftliches Engagement der Robert Bosch Stiftung. Zehn Jahre war sie ehrenamtliches Vorstandsmitglied im PresseClub München.

## Auszeichnungen
- 2010 Publizistikpreis der Landeshauptstadt München[7][8]

- Juli 2011 Bayerischer Verdienstorden[9]

- 2018 für ihr Lebenswerk die Hedwig-Dohm-Urkunde des Journalistinnenbundes (jb)